# Badanie przekrojowe
Badanie przekrojowe, badanie częstości choroby, badanie rozpowszechnienia choroby – rodzaj badania naukowego mającego na celu opis pewnego stanu lub zjawiska w określonym czasie. W badaniu oceniane są jednocześnie narażenie na czynnik ryzyka oraz stan chorobowy wśród przedstawicieli dobrze określonej populacji. W ten sposób otrzymuje się informacje na temat częstości i cech choroby w postaci „zdjęcia” przedstawiającego stan zdrowotny populacji w danym okresie.
Dane zbierane są za pomocą wywiadu z respondentem i jego rodziną, a także na podstawie przeglądu historii choroby i wyników przeprowadzanych w związku z nią badań.
Badanie przekrojowe umożliwia ocenę stanu zdrowia społeczeństwa (np. odsetek osób otyłych) oraz porównywanie współczynników zapadalności na chorobę w grupie eksponowanej i nieeksponowanej (np. zapadalność na raka płuc w grupie palącej papierosy w porównaniu do grupy niepalącej). Jest przydatne w ocenie zapotrzebowania na opiekę medyczną w badanej populacji. Ułatwia też pomiar rozpowszechnienia pewnych zjawisk zdrowotnych (np. badania mammograficzne, bilanse zdrowia).
Zaletą badania przekrojowego jest stosunkowo krótki czas oczekiwania na ostateczne wyniki oraz proste i niedrogie metody przeprowadzenia badania. Badania opisowe są reprezentatywne dla populacji generalnej (próba losowa) i znajdują szerokie zastosowanie w zdrowiu publicznym. Badania tego rodzaju nie oceniają występowania związku przyczynowo–skutkowego, wymagają zorganizowania dużej próby i niosą ze sobą spore ryzyko błędu.